# St Brandan’s Stanes
St Brandan’s Stanes (auch Brannan Stanes genannt; vermutlich ist Brendan der Reisende gemeint) ist ein schwer beschädigter Steinkreis vom Typ Recumbent Stone Circle. Die wenigen übrigbliebenen Steine befinden sich auf einem Feld der Templeton Farm, westlich der A95, südlich von Portsoy in Aberdeenshire in Schottland.
Die Steine liegen in einem Feld, aus dem auch Lesesteine auf das Denkmalgelände gelangten. Die beiden einzigen in situ erhaltenen Steine messen etwa 1,5 × 0,7 × 1,9 m beziehungsweise 1,3 × 0,6 × 1,2 m und sind die „Flankensteine“ des „Liegenden“. Zwischen ihnen besteht ein Abstand von etwa 2,4 m. Vor den Säulen liegen vier große Blöcke und nahe der Ostsäule ein fast quadratischer vertikaler Block. Diese Steine können zum Steinkreis gehört haben. Die Ostsäule zeigt Anzeichen, dass sie in jüngerer Zeit gespalten und teilweise entfernt wurde. Die Westsäule hat in der Nähe der Basis acht Schälchen (englisch cups). 1866 wurden noch 12 überliefert, aber einige können durch die Veränderungen um die Basis verdeckt werden.
1883 wurde unter einem der Steine eine Urne gefunden, die verschandelte Münzen enthielt.

## Die Steinkreise am River Dee
Die Steinkreise von Deeside bilden eine Gruppe von Recumbent Stone Circle (RSC). Ungefähr 100 von ihnen wurden zwischen 2500 und 1500 v. Chr. in Aberdeenshire errichtet. Die Ensembles der „ruhenden Steine“ liegen in der Regel im Südosten und (normalerweise) auf dem Ringverlauf.